# Лысая (река)
Лысая — река на полуострове Камчатка в России.
Длина реки — 10 км. Протекает по территории Елизовского района Камчатского края. Берёт исток у северного подножия безымянной горы высотой 411 м, протекает в западном направлении. Впадает в Охотское море.

## Данные водного реестра
По данным государственного водного реестра России относится к Анадыро-Колымскому бассейновому округу.
Код объекта в государственном водном реестре — 19080000212120000024361.